# Intravacc
Intravacc is een Nederlandse CDMO (Contract Development and Manufacturing Organization) voor translationeel onderzoek op het gebied van vaccins. Intravacc ontwikkelt nieuwe en verbeterde vaccins. Intravacc is gevestigd op het Utrecht Science Park/Bilthoven in Bilthoven. Intravacc is in 2013 ontstaan uit de vaccinafdeling van het Rijksinstituut voor Volksgezondheid en Milieu en het Nederlands Vaccin Instituut.
Intravacc voert onderzoek uit voor onder meer de Wereldgezondheidsorganisatie en de Bill & Melinda Gates Foundation. Ze neemt deel aan het wetenschappelijke comité van het Global Vaccine and Immunization Research Forum.
De Nederlandse overheid had het voornemen in 2019 om het instituut te verkopen. In 2020 werd door de coronacrisis in Nederland hiervan afgezien. Sinds 1 januari 2021 is Intravacc een beleidsdeelneming met de Staat der Nederlanden als enige aandeelhouder. Op 6 juli 2022 maakte Minister Kuipers (VWS) bekend het verkoopproces van Intravacc weer te willen opstarten.  